# معمر بضم الميم (اسم)
معمر بضم الميم هو اسم علم مذكر من أصل عربي، ومعناه هو الطويل العمرمن يعيش طويلًا.

## وصلات خارجية
- موسوعة السلطان قابوس لأسماء العرب